# Đài tưởng niệm các anh hùng của vùng Białystok

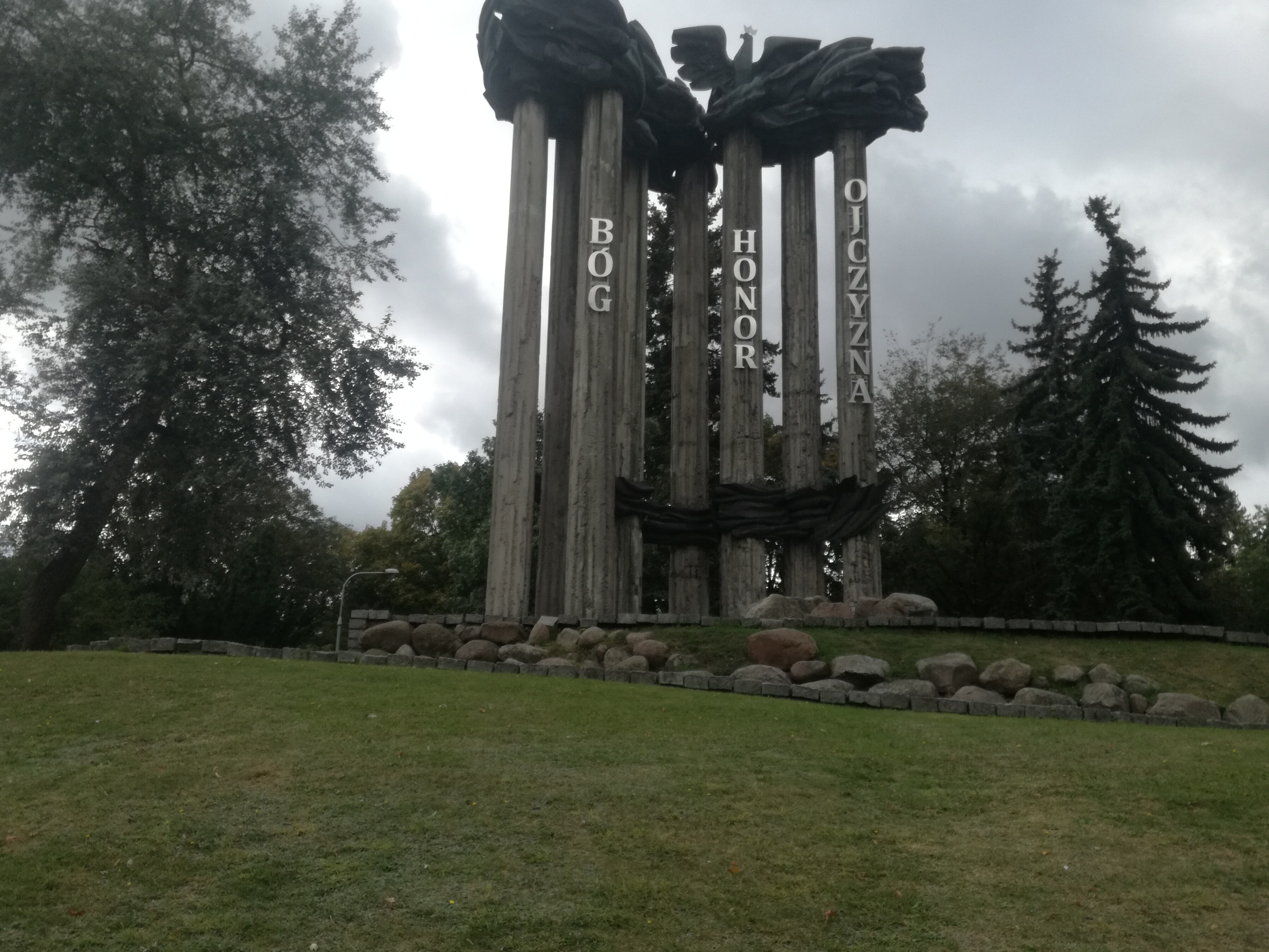
Đài tưởng niệm

Đài tưởng niệm các anh hùng của vùng Białystok là một tượng đài có chiều cao khoảng 22 m, nằm ở Białystok, trong Công viên Trung tâm của thành phố, đối diện Quảng trường Đại học. Đây là nơi để tưởng niệm những cư dân của vùng Białystok đã hy sinh và bị sát hại vì nền độc lập và tự do của Ba Lan.

## Lịch sử
Vào cuối năm 1972, Ủy ban Dân sự Bảo vệ Di tích và Liệt sĩ ở Białystok đã quyết định tổ chức một cuộc thi kín để thiết kế một tượng đài cho các Anh hùng của Vùng Białystok ở Białystok. Sự cần thiết phải dựng lên một tượng đài đã được chứng minh bằng các truyền thống vẻ vang của vùng Białystok qua các cuộc đấu tranh giải phóng dân tộc và hoạt động cách mạng của người Ba Lan. Thiết kết của nhà điêu khắc Stanisław Wakulinski đã được chọn để thực hiện. Tượng đài được khởi công xây dựng vào ngày 21 tháng 7 năm 1974 và đến ngày 18 tháng 10 năm 1975 thì tượng đài đã chính thức được khánh thành.
Tượng đài được dựng ở trung tâm thành phố, ngay phía sau tòa nhà của Tỉnh ủy Đảng Công nhân Thống nhất Ba Lan, là nơi chính quyền tổ chức các nghi lễ quan trọng hơn. Số tiền để trang trải chi phí cho di tích được phân bổ bởi Đoàn chủ tịch Hội đồng quốc gia tỉnh tại Białystok và một phần chi phí từ các quỹ xã hội. Chỉ tính riêng đến ngày 23 tháng 6 năm 1973 đã có hơn 500000 PLN đã được thu thập để ủng cho việc xây dựng tượng đài.

## Kiến trúc
Đài tưởng niệm các anh hùng của vùng Białystok gồm 9 cột bê tông ghép với nhau, mỗi cột cao 17 m, các cột này liên kết với nhau tạo thành một khối đồ sộ dạng hình một cây cổ thụ, phía trên có một con đại bàng với đôi cánh trải rộng.